# Heliport (Rotterdam)
Heliport-Rotterdam was een naoorlogse helikopterluchthaven in Rotterdam. Rotterdam kreeg daarmee de eerste internationale lijndienst ter wereld met helikopters.

## Historie
Als besluit van de traditionele "Opbouwdag in Rotterdam" landden op 18 mei 1953 op het vliegveld Heliport twee helikopters van de Belgische firma Sabena onder de belangstelling van 10.000 enthousiaste toeschouwers. 
Het ene toestel werd bestuurd door Anselme Vernieuwe, directeur exploitatie van Sabena, het tweede door Gerard Tremerie, de piloot die veel heeft gevlogen in februari van dat jaar om mensen te redden na de watersnood van 1953.
Op 3 augustus 1953 werd de eerste dagelijkse dienst Rotterdam-Brussel via Antwerpen geopend, gevlogen door de Sikorsky S-55. Vanaf 3 augustus werd de post vervoerd met de Bell 47, de vlucht duurde iets meer dan een uur, de eerste commerciële vlucht voor passagiers en post vond plaats op 1 september 1953. Enkele reis en retour Rotterdam—Brussel kostten respectievelijk ongeveer 22 en 40 gulden.
In de loop der jaren waren er ook veel rondvluchten op vaste routes en ook op bestelling, ook werden vakantiereizen met helikopter naar verschillende bestemmingen aangeboden.
Eind 1953 besloot het gemeentebestuur dat er ook een vliegveld voor vliegtuigen moest komen, het voor de oorlog bestaande Vliegveld Waalhaven was in de oorlog door het Duitse bombardement volledig verwoest. Vliegveld Zestienhoven werd in 1956 geopend.
Op 9 juli 1954 vond de eerste proefvlucht met een helikopters plaats tussen Rotterdam en Amsterdam, er is nooit iets van gekomen er was te veel weerstand en gebrek aan een geschikte plaats in het centrum.
4 oktober 1955 werd een dienst Rotterdam-Axel (Zeeuws-Vlaanderen) in gebruik genomen, in februari was de dienst naar Brussel via Antwerpen al uitgebreid met twee rechtstreekse vluchten per dag naar Brussel. Juni 1956 werd besloten Heliport uit te breiden, daartoe werden voor 70.000 gulden twee percelen aangekocht.
Op 3 december 1956 werd na de aankoop van acht Sikorsky S-58-toestellen (12 passagiers) de mogelijkheid geopend om via Brussel naar Parijs te vliegen.
In 1958 schafte de Sabena twee stuks Vertol 44 (van Piasecki Helicopter Corp.) aan met het oog op de wereldtentoonstelling in Brussel, deze toestellen werden ingezet voor de dienst Rotterdam-Brussel. Dit toestel was uitgerust met twee motoren en met drijvers waarmee het op het water kon landen. Het bood plaats aan 15 passagiers.
In 1962 kondigde Sabena aan wegens slechte bedrijfsresultaten alle vluchten per eind september te willen beëindigen
In augustus 1964 kondigde Sabena aan dat men door tegenvallende aantallen passagiers met ingang van 1 april 1965 (begin zomerdienstregeling) ook vracht zou gaan vervoeren, waarschijnlijk met een Vertol of Sikorsky S-61.
Ingaande oktober 1965 werd het gebruik van de heliport door eenmotorige helikopters door de Rijksluchtvaartdienst verboden, Sabena bracht de dienstverlening over naar vliegveld Zestienhoven.
In 1966 werd een tijdelijke beurshal (Ahoy) op het vrijgekomen perceel gebouwd daarna kwam er de woonwijk "Heliport".

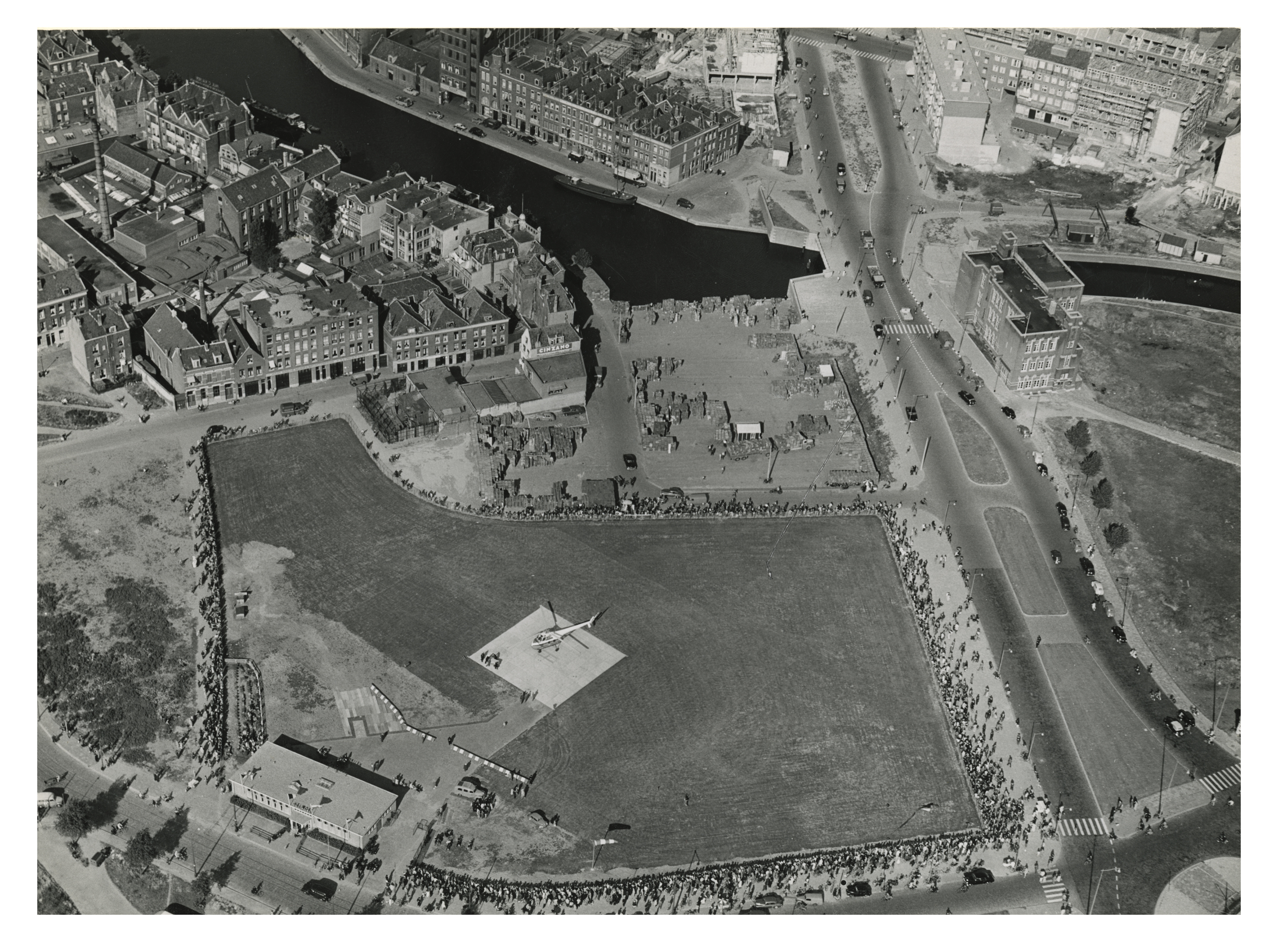
03-08-1953
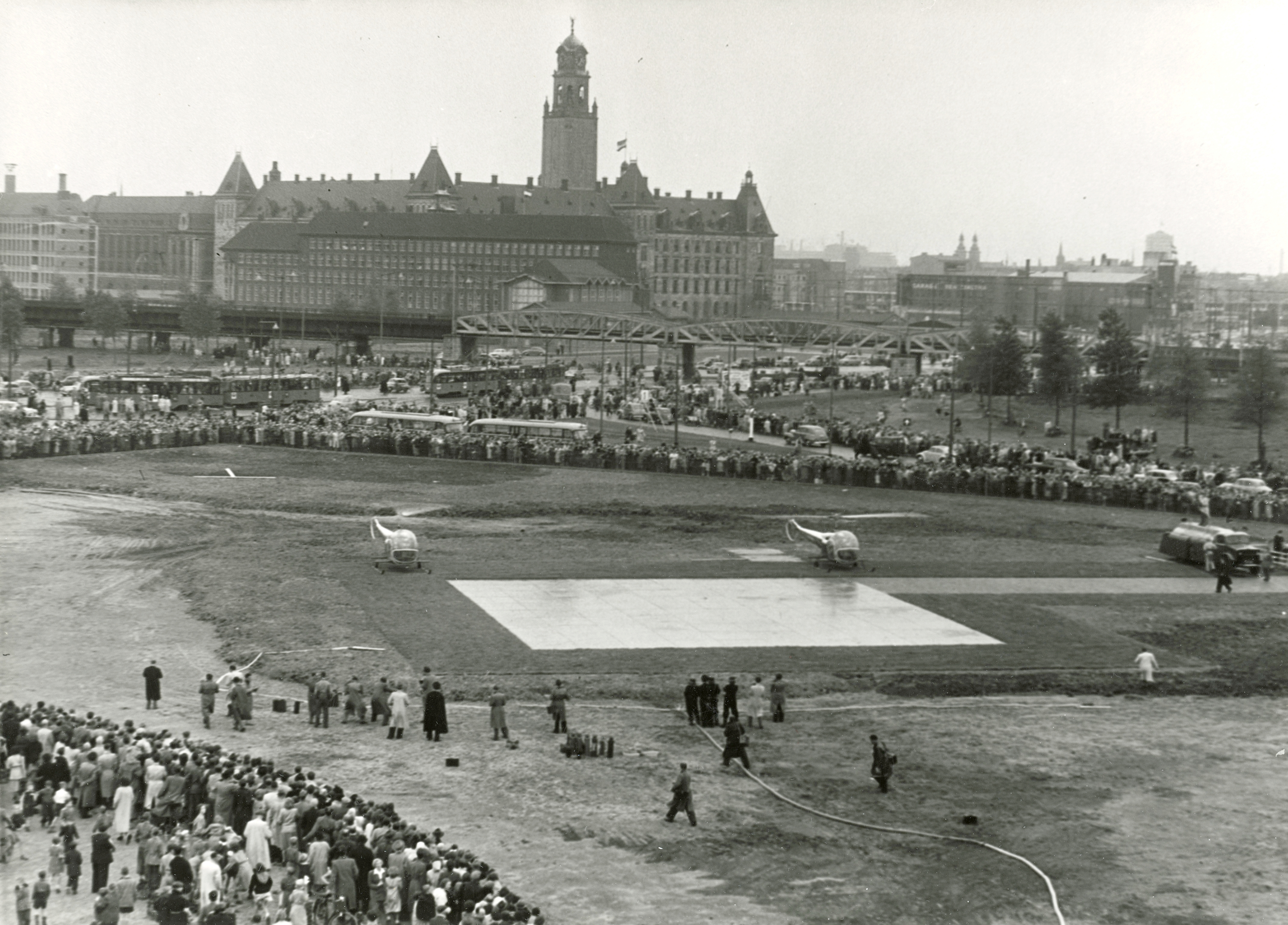
Landing 18-05-1953
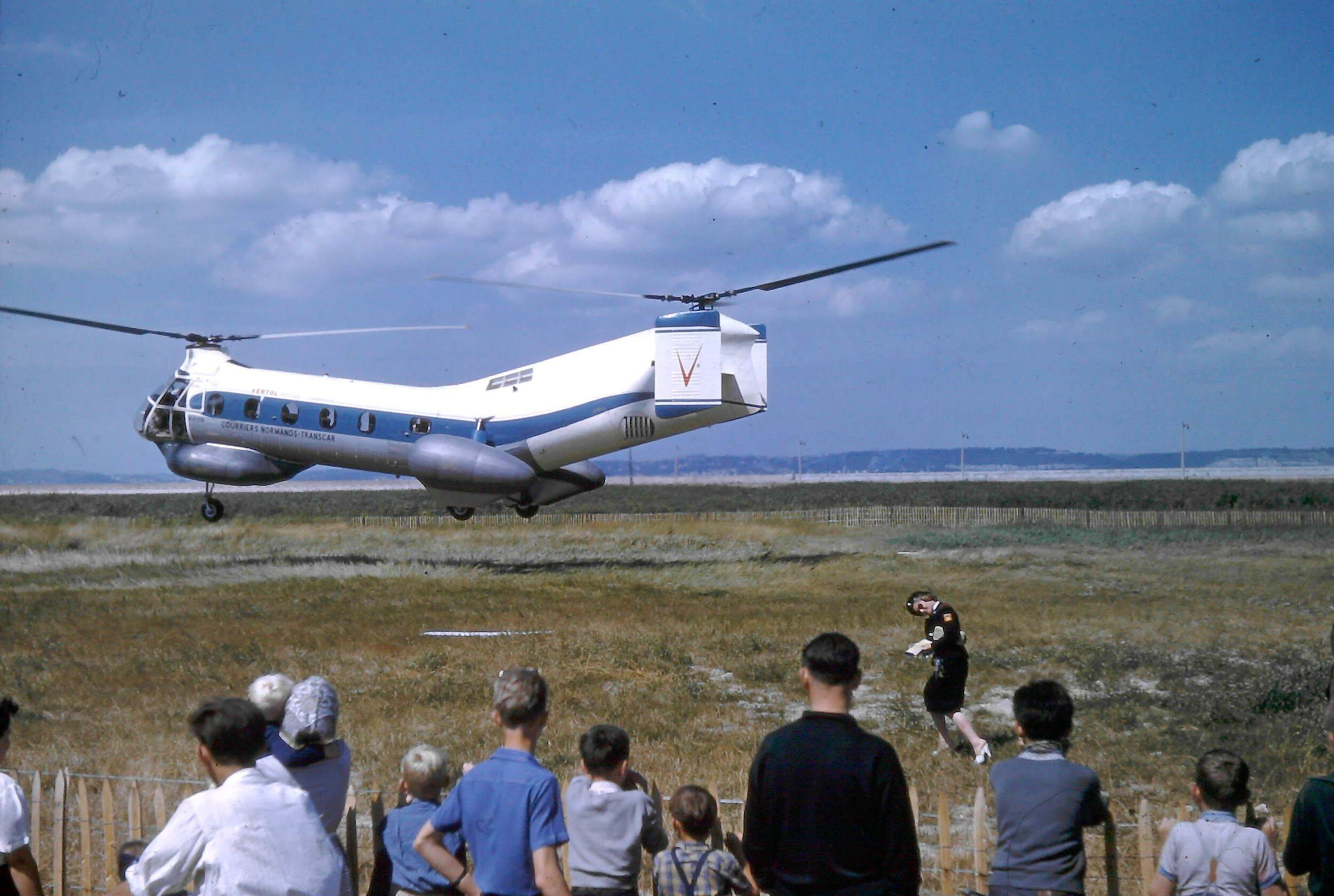
Vertol 44, bijgenaamd "De vliegende Banaan"
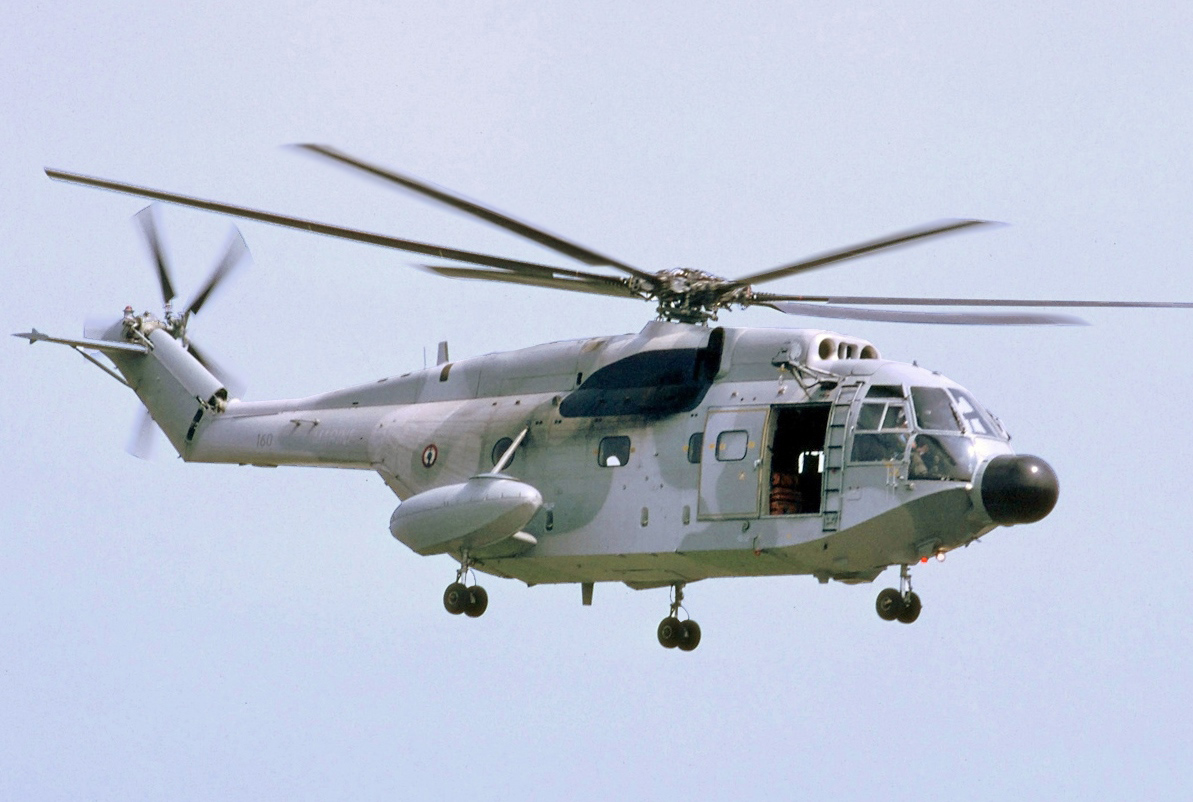
SA321 Super Frelon

## Trivia
- Bij de Vlaamse bewoners van België ontstond consternatie over de naam Heliport dat volgens hun mening te Frans was.[2]
- De oorzaak van de afnemende belangstelling voor de helikopterdienst naar Antwerpen en Brussel na 1958 was vooral de nieuwe Beneluxlijn met Antwerpen en Brussel. Er was een uurdienst naar Antwerpen, via Dordrecht en Roosendaal  en elke twee uur door naar Brussel (later ieder uur). In beide steden was het station in het centrum van de stad, de helikopterhaven was buiten de stad.